# Darra-i Kur
Darra-i Kur o Bābā Darwīsh, es un sitio arqueológico en la provincia de Badajshán en Afganistán . Está situado al noreste de Kalafgan, cerca del pueblo de Chinar-e Gunjishkan, a 63 km al este de Taloqan , en la carretera a Faizabad . La cueva está situada en la cima del valle cerca de la aldea de Bābā Darwīsh.
En este sitio fueron hallados en 1966 los restos óseos humanos más antiguos encontrados hasta la fecha en Afganistán. Se trata de un hueso temporal derecho de humano moderno que habitó esta zona montañosa hacia el año 2.500 a. C. La datación fue realizada en 2017 tras secuenciar el ADN y realizar un análisis directo de radiocarbono. Con anterioridad se suponía que los restos pertenecían al hombre de Neanderthal, pues se hallaron en una capa datada con carbono 14 entre 50.000 y 30.000 años de antigüedad. Las nuevas investigaciones suponen que esta pieza ósea se deslizó desde las capas superiores del yacimiento hacia las más antiguas, llevando a confusión a quienes la catalogaron inicialmente en el año 1972.

## Datación
El yacimiento de Darra-i Kur se encuentra en un refugio rocoso, bien estratificado con capas de limo depositadas por un arroyo. Durante las excavaciones en 1966 del arqueólogo estadounidense, Louis Dupree, se recuperaron aproximadamente 800 piezas líticas, restos de fauna, fragmentos de estaño y bronce, cerámicas, así como el mencionado hueso temporal derecho humano. Los estudios posteriores, publicados en 1972, informaron que el sitio fue analizado con carbono 14, arrojando dos grandes períodos en su estratigrafía:
- Paleolítico Medio. La capa más profunda arrojó entre 50.000 y 30.000 años de antigüedad.
- Neolítico tardío / Edad de Bronce. Los estudios de carbono 14 situaron a las capas altas del yacimiento entre los 1.900 y 220 años de antigüedad.

## Industrias
De los instrumentos recuperados de piedra destacan dos tipos básicos: hojas de sílex y puntas grandes de diabasa. Los más antiguos fueron clasificados como pertenecientes a la industria musteriense con método Levallois. Entre ellos se encontraron hachas, raspadores, macahacadores, cuchillas y algunas piezas ornamentales de confección simple. Junto a estas piezas se hallaron restos de fauna como peces, roedores, caballos salvajes, ovejas, cabras domesticadas y onagros.
Los restos de cerámicas desenterradas eran en su mayoría de color negro, de elaboración tosca que en algunos casos contaban con decorados. Los únicos vestigios arquitectónicos encontrados fueron 80 agujeros para postes, que podrían estar destinados a cimientos para el levantamiento de carpas.